# Tamar (consell regional)
Tamar (en hebreu: תמר) és un consell regional del districte del Sud d'Israel.
El municipi de Tamar agrupa els següents nuclis de població:
- Kibbutz: En Gedi (עין גדי) i Har Amasa (הר עמשא).
- Moshav: En Hazeva (עין חצבה), En Tamar (עין תמר) i Ne'ot Hakikkar (נאות הכיכר).
- Altres assentaments comunitaris: Neve Zohar (נווה זוהר).